# Йенсен-Клинт, Педер Вильхельм

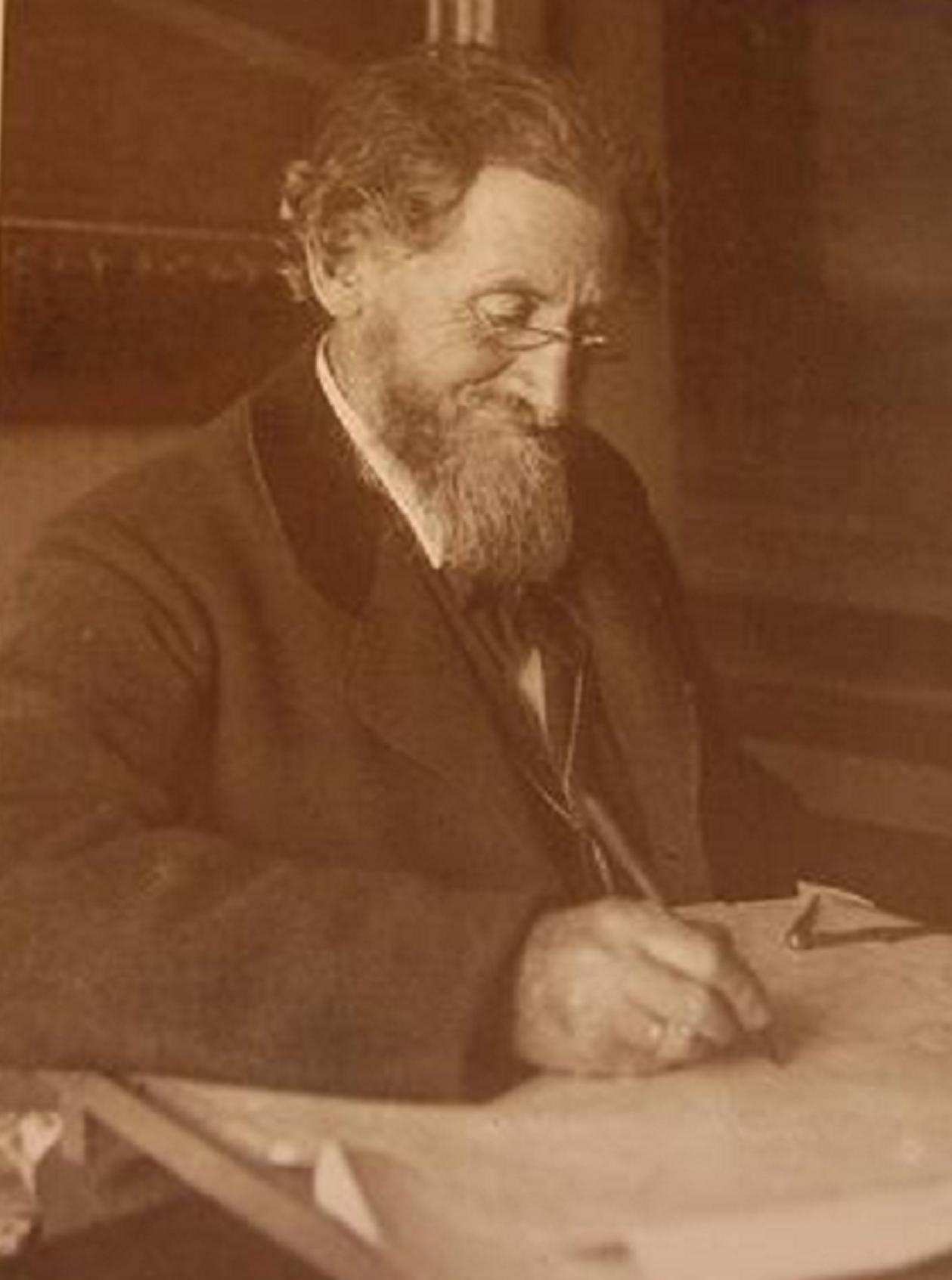
Педер Вильхельм Дженсен-Клинт за письменным столом

Педер Вильгельм Йенсен-Клинт (21 июня 1853 года — 1 декабря 1930 года) — датский архитектор, дизайнер, художник и теоретик архитектуры.
Наиболее известен как проектировщик церкви Грундтвига в Копенгагене, которая обычно считается одним из самых важных датских архитектурных произведений того времени.

## Биография
Педер Вильгельм Дженсен-Клинт родился в 1853 году как Педер Вильгельм Дженсен, но 10 ноября 1890 года сменил имя. В 1870 году он был принят в Колледж передовых технологий.
П.В. Дженсен-Клинт очень хорошо понимал математику, а так же он увлекался изобразительным искусством. Изначально получил образование инженера-строителя в 1877 году.
Через год после получения диплома он поступил в Академию изобразительных искусств, где в основном занимался пейзажной живописью.
В 1890-х годах его интерес усилился к архитектуре, и первой независимой работой стала вилла для своего друга, ювелира В. Холма, в Хеллерупе, Дания.
В 1897 году хороший знакомый П. Вильгельма, педагог по гимнастике Х.Н. Расмуссен, предложил ему построить гимнастический зал на улице Водроффсвей в Копенгагене.Работа над залом Ж.-К. получила большое признание и ему пришло приглашение на вступление в Ассоциацию академических архитекторов Королевства Дании.
Его работы значительным образом повлияли на датскую архитектуру и были продолжены в работах его сына Кааре Клинта и зятя Ивара Бентсена.